# Bakonygyirót
Bakonygyirót (em alemão: Jierot, Gerisdorf) é um município da Hungria, situado no condado de Győr-Moson-Sopron. Tem 6,85 km² de área e sua população em 2015 foi estimada em 139 habitantes.